# Hagavik
Hagavik är en tidigare tätort i Bjørnafjordens kommun i Vestland fylke i västra Norge. Orten utgör en del av tätorten Osøyro.
Tidigare har orten tillhört dåvarande Os kommun i Hordaland fylke.